# Пуреховский сельсовет
Пуреховский сельсовет — административно-территориальное образование (сельсовет) в составе города областного значения Чкаловск Нижегородской области. До 2015 года составлял сельское поселение в рамках Чкаловского района.
Административный центр — село Пурех.

## История
Законом Нижегородской области от 15 июня 2004 года № 60-З, Пуреховский сельсовет был наделён статусом сельского поселения в составе Чкаловского муниципального района.
Законом Нижегородской области от 8 мая 2015 года № 59-З, 19 мая 2015 года все муниципальные образования Чкаловского муниципального района были преобразованы в городской округ город Чкаловск.
Законом Нижегородской области от 13 мая 2015 года № 67-З, Пуреховский сельсовет утверждён административно-территориальным образованием в составе города областного значения Чкаловск.

## Населённые пункты
В состав сельского поселения входят 29 населённых пунктов:
| №  | Населённый пункт | Тип                          | Население |
| -- | ---------------- | ---------------------------- | --------- |
| 1  | Андреево         | деревня                      | ↘110      |
| 2  | Барышиха         | деревня                      | ↘5        |
| 3  | Белая            | деревня                      | →0        |
| 4  | Боброво          | деревня                      | ↘7        |
| 5  | Бородулино       | деревня                      | →0        |
| 6  | Веретеново       | деревня                      | ↘5        |
| 7  | Воронцово        | деревня                      | ↘0        |
| 8  | Голышево         | деревня                      | ↘14       |
| 9  | Гребнево         | деревня                      | ↗11       |
| 10 | Демидово         | деревня                      | ↘28       |
| 11 | Зарубино         | деревня                      | ↘13       |
| 12 | Ильинка          | деревня                      | →0        |
| 13 | Косяково         | деревня                      | ↘1        |
| 14 | Левино           | посёлок                      | ↘5        |
| 15 | Малое Чухово     | деревня                      | ↘45       |
| 16 | Михайловское     | село                         | →0        |
| 17 | Новая            | деревня                      | ↘170      |
| 18 | Осташино         | деревня                      | ↘2        |
| 19 | Поселихино       | деревня                      | →0        |
| 20 | Пурех            | село, административный центр | ↘1505     |
| 21 | Пырьево          | деревня                      | ↗1        |
| 22 | Романово         | деревня                      | ↘2        |
| 23 | Самсыгино        | деревня                      | ↘0        |
| 24 | Смольево         | деревня                      | ↘15       |
| 25 | Трутнево         | деревня                      | ↘2        |
| 26 | Тяжелухино       | деревня                      | ↘5        |
| 27 | Филино           | деревня                      | ↘5        |
| 28 | Фомино           | деревня                      | ↘9        |
| 29 | Школьный         | посёлок                      | →0        |

Законом Нижегородской области от 31 июля 2017 года № 83-З, 12 августа 2017 года село Пурех и деревня Остапово были объединены в село Пурех.

## Население
| 2002 | 2010  | 2012  | 2013  | 2014  | 2015  |
| ---- | ----- | ----- | ----- | ----- | ----- |
| 2425 | ↘2031 | ↗2045 | ↗2065 | ↘2029 | ↘1955 |